# Joaquín Balaguer Ricardo
Pour les articles homonymes, voir Balaguer (homonymie).
Joaquín Balaguer Ricardo (né le 1er septembre 1906 à Villa Navarrete, province de Santiago (RD), mort le 14 juillet 2002), est un homme d'État dominicain et président de la République dominicaine à plusieurs reprises.

## Biographie
Issu d'une famille d'origine catalane, française et portoricaine, il étudie à Santiago de los Caballeros où il est bachelier en sciences sociales, philosophie et lettres. Puis il travaille pour le journal La Información de la même ville de 1924 à 1928, est diplômé en droit de la Universidad Autónoma de Santo Domingo (UASD) en 1929 et obtient un doctorat en droit à l'université de la Sorbonne (Paris, France) en 1934, où il étudie aussi l'économie politique.
Membre du Parti dominicain (PD) et proche et docile collaborateur des frères dictateurs Trujillo, il occupe successivement entre 1935 et 1960 les postes de sous-secrétaire de l'Éducation publique et des Beaux-arts, sous-secrétaire d'État de la Présidence, sous-secrétaire d'État au ministère des Relations extérieures, ambassadeur plénipotentiaire successivement en Colombie, en Équateur, au Venezuela, au Honduras et au Mexique, secrétaire d'État à l'Éducation publique et aux Beaux-arts, secrétaire d'État aux Relations extérieures, secrétaire d'État à la Présidence et vice-président de la République dominicaine.
En 1960, à la suite de divers incidents dont l'apparition d'oppositions armées, l'organisation des exilés politiques, le blocus économique de l'Organisation des États américains et la crise de confiance de la population envers les frères Trujillo, ceux-ci décident de lui laisser le pouvoir (lui qui leur est toujours resté fidèle) le 3 août 1960 et ce pour calmer les esprits, mais tout en restant dans l'ombre (peu de temps puisque Rafael Trujillo est assassiné dans son véhicule au cours d'une embuscade le 30 mai 1961).
Le 16 janvier 1962, Balaguer tente un coup d'état pour renverser le conseil créé en vue d'organiser des élections ouvertes. Rafael Filiberto Bonnelly (en) devient président le 18. Un mouvement populaire permet le 19 janvier, un contre-coup d’État qui réinstalle le Conseil d’État. Rafael Filiberto Bonnelly garde son poste et Balaguer doit s’exiler, obligé de demander l'asile politique aux États-Unis et de s'exiler à New York le 7 mars de la même année.
En septembre 1963, un coup d'État militaire expulse Juan Bosch (gouvernement de gauche) du pouvoir, élu en décembre 1962. Le président des Etats-Unis, John F. Kennedy, rompt les relations diplomatiques de son pays avec la nouvelle junte. Elles sont rétablies peu après sa mort par le Président Lyndon Johnson. En  avril 1965, des officiers se rebellent contre la junte et remettent Bosch à la tête du pays, alors que le même président des États-Unis Lyndon Johnson envoie 20 000 soldats pendant l'occupation de la République dominicaine par les États-Unis. Balaguer redevient président de la République dominicaine en 1966. Estimant que c'est principalement aux électrices qu'il doit cette nomination, il ne choisit que des femmes pour gouverner les 26 provinces du pays. Il gouverne la République dominicaine jusqu'en 1978, battu aux élections par Silvestre Antonio Guzmán Fernández, leader du PRD. Jimmy Carter, élu président des États-Unis l'année suivante, et qui rompt avec la realpolitik de Nixon pour mettre au contraire les droits de l'homme en avant, le pousse en effet à accepter les résultats et à se démettre. C'est vraisemblablement sous l'effet d'une pression similaire que quelques mois avant de se démettre, il signe, le 7 septembre 1977, la Convention américaine des droits de l'homme (CIDH) et fait ratifier celle-ci le 25 décembre (les pouvoirs contraignants de la CIDH ne seront néanmoins acceptés que des décennies plus tard, en 1999, par son successeur Leonel Fernández, avant d'être dénoncés par le Tribunal constitutionnel en 2014).
Il est réélu en 1986. Cette période est bien différente de son précédent mandat et est communément appelée les « douze années ».
Il abandonne le pouvoir en 1996, après une controverse au sujet de sa réélection de 1994, mais continue à être une figure importante et incontournable de la politique dominicaine. Il se représente aux élections de 2000 mais est seulement troisième du premier tour avec 24,6 % des suffrages. Il meurt d'une crise cardiaque en 2002, atteint aussi de cécité. Balaguer ne s'est jamais marié et n'a pas eu d'enfant. Seule une sœur lui a survécu qui décède elle-même en 2005 à 91 ans.